# Каварта (озера, Онтаріо)
Оз́ера Кав́арта (англ. Kawartha Lakes) (/kə'wɔrθɐ/) — ланцюг озер у південно-центральній частині Онтаріо, Канада, які утворюють верхній край водозбору річки Трент. Озера розташовані на межі поміж палеозойськими вапняковими районами Золотої підкови та докембрійським гранітним Канадським щитом північного і центрального Онтаріо.
«Kawartha» — це англізація слова «Ka-wa-tha» (від «Ka-wa-tae-gum-maug» або Gaa-waategamaag), слова, придуманого в 1895 році аборигенкою Мартою Ветунґ з перших націй Карв-Лейка. Була надія, що це слово, яке означало «земля задуми» мовою анішінаабе, стане зручним і популярним рекламним гаслом для цього району, так само, як «Маскока» стало гаслом місцевості і озера на північ від Ґрейвенгерста. Згодом промотори туризму змінили це слово на Kawartha, що означає «світлі води та щасливі землі».
Хоча муніципалітет Каварта-Лейкс названо на честь озер, більше половини озер Каварта насправді розташовані в сусідньому окрузі Пітерборо. Водний шлях Трент — Северн проходить через багато озер головного ланцюга. На узбережжі озер багато котеджів, деяких досить великого розміру, і цей регіон найбільш відомий своїм рекреаційним туризмом.

## Первинний ланцюг

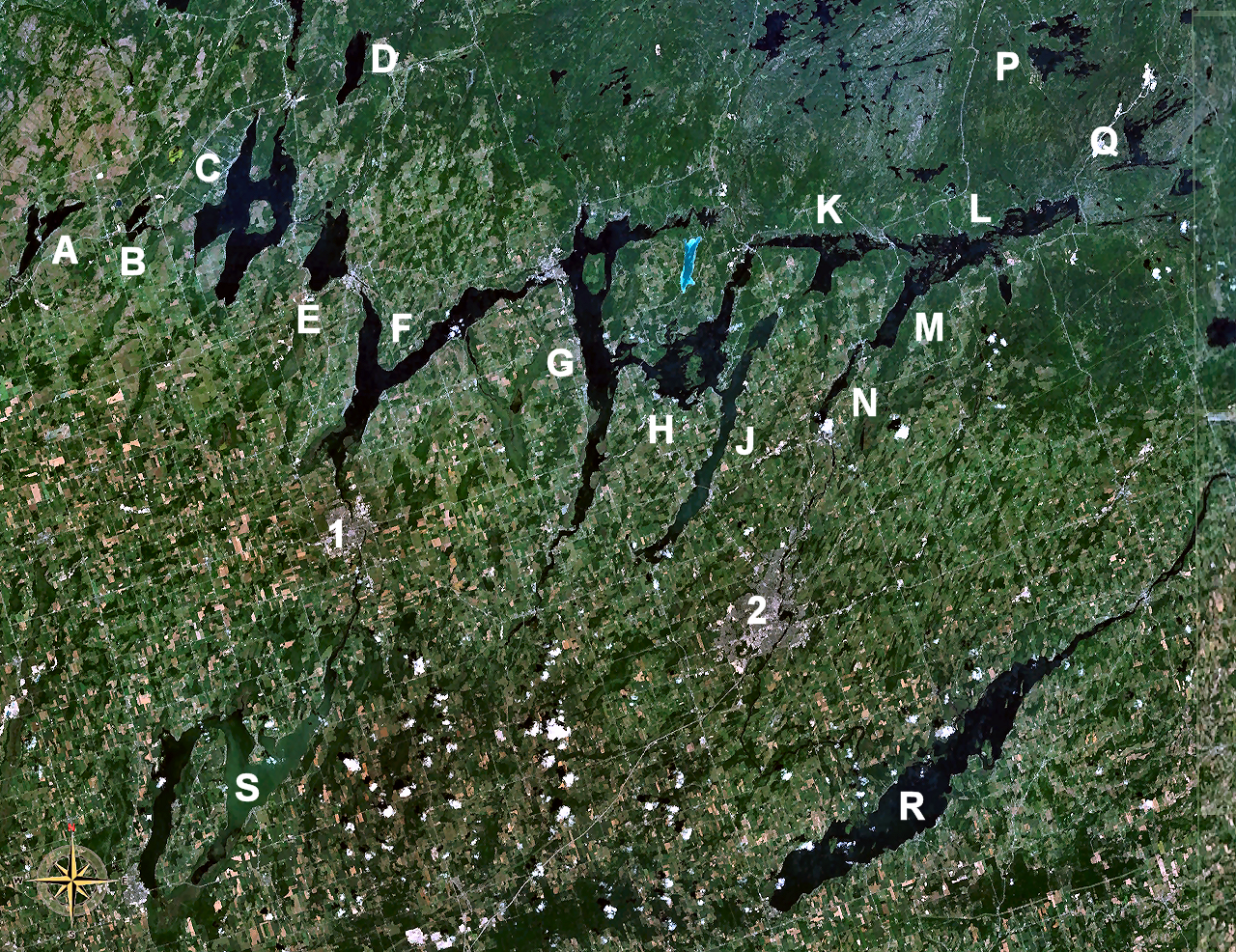
Озера Каварта. Озера вказані в тексті нижче, тоді як 1 позначає громаду Ліндсея, а 2 позначає місто Пітерборо.

Перелік озер, які вважаються одними з «Кавартських»: озера позначені на фото відповідними літерами (від А до S):
- Озера на річці Талбот:
  - Озеро Канал (A)
  - Озеро Мітчелл (B)
- Озера на річці Трент:
  - Озеро Балсам (C)
  - Озеро Фор-Майл (D)
  - Озеро Кемерон (E)
  - Озеро Стерджен (F)
  - Озеро Піджен (G)
  - Озеро Шедов 
  - Озеро Сілвер
  - Озеро Талбот
- Деякі додаткові озера:
  - Озеро Бакгорн (Н)
  - озеро Шімонґ (J)
  - Озеро Ловер-Бакгорн (К)
  - Озеро Ловсик (між K & L)
  - Озеро Стоні (L)
  - Озеро Клір (М)
  - Озеро Катчеванука (N)
  - Озеро Скуґоґ (S) знаходиться на південний захід від основного ланцюга.

- Деякі додаткові озера іноді включають:
  - Озеро Делрімпл
  - Озеро Гед
  - Озеро Фішоґ
  - Озеро Вайт/Даммер
  - Озеро Джек (P)
  - Озеро Кашабоґ (Q)
  - Озеро Райс (R)

## Узгір'я Каварта
На північ від основного ланцюга простягається мережа взаємопов'язаних озер. Завдяки штучній греблі, влаштованій на південному кінці озера Міссіссоґа в середині 20 століття, ці озера мають однаковий рівень води та є взаємно доступні для човнів без потреби портажу. До цієї мережі входять озеро Катчакома, озеро Бівер, озеро Міссіссоґа, озеро Ґолд, озеро МакҐінніс, озеро Колд і озеро Кавендіш.
Також неподалік, але до них не можна дістатися на човні без переносу, є озеро Ґалл, озеро Анстратер, озеро Ботл та озеро Сакер. Територія частково перекривається провінційним парком Каварта-Гайлендс .